# Mary av Waltham
Mary av Waltham, född 10 oktober 1344, död i september 1362, var en hertiginna av Bretagne genom sitt äktenskap med hertig Johan V av Bretagne. Hon var en engelsk prinsessa och dotter till kung Edvard III av England och Filippa av Hainault.
Mary presenterades 1348 för sin blivande svärmor och svägerska, Johanna av Flandern, som kommit till England för att be om hjälp att erövra tronen i Bretagne åt sin son. Mary växte upp med den landsflyktige bretonske tronpretendenten Johan, och trolovades med honom 1355. År 1361 vigdes paret och erkändes av engelsmännen som hertig och hertiginna av Bretagne. Mary besökte aldrig Bretagne, och fick inga barn. Några månader efter bröllopet blev Mary letargisk och avled. 